# Autrepierre
Autrepierre település Franciaországban, Meurthe-et-Moselle megyében. Lakosainak száma 77 fő (2022. január 1.). Autrepierre Amenoncourt, Chazelles-sur-Albe, Gondrexon, Igney, Leintrey, Repaix és Verdenal községekkel határos.

## Népesség
A település népességének változása:
| Lakosok száma | 157  | 133  | 113  | 117  | 89   | 81   | 82   | 82   | 81   | 77   |
|               | 1968 | 1982 | 1990 | 2006 | 2013 | 2015 | 2017 | 2019 | 2020 | 2022 |